# Гранада
Вижте пояснителната страница за други значения на Гранада.
Грана̀да (на испански: Granada) е град в Югоизточна Испания, център на провинция Гранада в автономната област Андалусия.

## География
Разположен е на 738 m надморска височина в подножието на Сиера Невада при сливането на реките Даро и Хенил. Населението на града е 237 818 души (2013), а на целия урбанизиран район – около 450 000 души (2003).

## Икономика и архитектура
Гранада е важен туристически център, известен с историческата мюсюлманска, еврейска и християнска архитектура. Там се намира и дворецът Алхамбра, един от най-добре запазените образци на архитектурата на маврите в Европа. Днес Гранада е един от основните университетски центрове в Испания, привличащ студенти от цялата страна.

## История
От 7 век пр.н.е. на мястото на днешния град съществува келтиберийско селище, което поддържа търговски контакти с финикийци, картагенци и гърци. През 5 век пр.н.е. е основана гръцката колония Елибирге, която през римската епоха е наричана Илиберис. При вестготите градът запазва значението си на църковен и административен център, като се превръща и във важна крепост. Еврейската общност се установява в отделно предградие, наречено Гарната ал-яхуд, което по-късно дава името на целия град.
Маврите, водени от Тарик ибн Зияд, превземат Гранада за пръв път през 711 г., като властта им окончателно се утвърждава през 713 г. През следващите столетия маврите наричат града Илбира, а християните – Елвира. Той става център на една от провинциите на Кордовския халифат.
Гражданските войни, разтърсили Халифата в началото на 11 век, довеждат до разрушаването на Гранада през 1010 г. и до превръщането на града в столица на независимата държава на Зиридите през 1013 г. До края на века градът се разпростира от другата страна на Доро, достигайки мястото на сегашния дворец Алхамбра.
През 1232 Гранада става столица на Насридите, една от най-дълготрайните династии в историята на ал-Андалус. През 13 век тяхната държава играе водеща роля в търговията между Европа и Африка, но под натиска на Реконкистата нейната територия постепенно намалява, докато в края на 15 век контролира само малък район на югоизточния бряг на Пиренейския полуостров с център Гранада (виж Емирство Гранада).
На 2 януари 1492 г. последният емир на Гранада Мухамад XII се предава на кастилците. Събитието има символично значение, тъй като градът е последното ислямско владение на Пиренейския полуостров. През следващите години испанците подлагат мюсюлманското и еврейско население на постоянен натиск и основната част от него се изселва, главно в Северозападна Африка, а градът губи своето икономическо и културно значение.

## Личности
- Родени в Гранада
  - Евгения (1826 – 1920), императрица на Франция
  - Мануел Орантес (р. 1949), тенисист
- Починали в Гранада
  - Федерико Гарсия Лорка (1898 – 1936), поет
  - Исабела I Кастилска е католическа кралица на Кастилия и Леон. Умира на 26 ноември 1504 г. в Медина дел Кампо и е погребана в кралската капела в Гранада.

## Побратимени градове
- Белу Оризонти, Бразилия
- Екс ан Прованс, Франция
- Флоренция, Италия
- Фрайбург им Брайсгау, Германия